# I Stand Alone (알 쿠퍼의 음반)
| 전문가 평가                   | 전문가 평가 |
| 평가 점수                     | 평가 점수   |
| 출처                          | 점수        |
| ----------------------------- | ----------- |
| Allmusic                      | [ 1 ]       |
| Encyclopedia of Popular Music | [ 2 ]       |

《I Stand Alone》은 1969년 발매된 미국의 싱어송라이터 알 쿠퍼의 데뷔 음반이다. 1968년 음반 《Super Session》에서 마이크 블룸필드, 스티븐 스틸스와 공동 작업한 후 녹음되었다.

## 배경
10년 간의 세션 연주, 협연, 다른 밴드에서의 연주 후, 쿠퍼는 1969년 2월에 첫 솔로 음반을 발표했다. 이것은 컨트리, 솔, 블루스, 록이 혼합된 셀렉틱한 형태이며, 사이키델리아가 도처에 섞여 있다. 그것은 빌 먼로, 해리 닐슨, 트래픽과 같은 이질적인 커버와, 그리고 감정의 전체를 운영하는 원본이 혼합된 《Super Session》의 연속이다.
그러나 《Super Session》 음반과는 달리, 스포트라이트는 쿠퍼 혼자 그리고 쿠퍼의 오케스트라와 전문적인 내슈빌 스튜디오 음악가들의 대체 활용에 있다. 〈Camille〉은 프랑스 작곡가 다니엘 오베르의 〈Overture to Le Domino Noire〉에서 해제되었다.
대부분의 트랙은 엘렉트라 레코드가 발매한 음반에서 가져온 음향 효과로 연결된다. 〈Overture〉는 또한 그 음반들에서 가져온 음향 효과의 콜라주로 시작한다. 지금은 산만해 보이지만, 녹화된 시대의 산물이다. 이 음반은 1969년 3월 15일 빌보드 200 차트에서 54위를 정점으로 13주 동안 발매되었다.

## 곡 목록
모든 곡들은 특별한 언급이 없는 한 알 쿠퍼에 의해 작사/작곡하였다.
| #   | 제목                                                | 작사·작곡                             | 재생 시간 |
| --- | --------------------------------------------------- | ------------------------------------- | --------- |
| 1.  | 〈Overture〉                                        |                                       | 4:39      |
| 2.  | 〈I Stand Alone〉                                   |                                       | 3:37      |
| 3.  | 〈Camille〉                                         | 쿠퍼, 토니 파워스                     | 2:54      |
| 4.  | 〈One〉                                             | 해리 닐슨                             | 2:53      |
| 5.  | 〈Coloured Rain〉                                   | 스티브 윈우드, 짐 카팔디, 크리스 우드 | 3:01      |
| 6.  | 〈Soft Landing on the Moon〉                        |                                       | 3:58      |
| 7.  | 〈I Can Love a Woman〉                              |                                       | 3:28      |
| 8.  | 〈Blue Moon of Kentucky〉                           | 빌 먼로                               | 2:14      |
| 9.  | 〈Toe Hold〉                                        | 아이작 헤이스, 데이비드 포터          | 3:53      |
| 10. | 〈Right Now for You〉                               |                                       | 2:33      |
| 11. | 〈Hey, Western Union Man〉                          | 제리 버틀러, 케니 갬블, 레온 허프     | 3:43      |
| 12. | 〈Song and Dance for the Unborn, Frightened Child〉 |                                       | 4:31      |